# Библиография Александра Солженицына
Библиография А. И. Солженицына.

## Повести, рассказы и «малые» художественные произведения
- Один день Ивана Денисовича («Щ-854. Один день одного ЗэКа») : повесть // Новый мир. — 1962. — № 11.
- Матрёнин двор («Не стои́т село без праведника») : рассказ // Новый мир. — 1963. — № 1.
- Случай на станции Кочетовка : рассказ // Новый мир. — 1963. — № 1.
- Для пользы дела : рассказ // Новый мир. — 1963. — № 7.
- Захар-Калита : рассказ // Новый мир. — 1966. — № 1.
- Как жаль : рассказ // Дружба народов. — 1990. — № 1.
- Пасхальный крестный ход : рассказ // Дружба народов. — 1990. — № 1.
- Желябугские Выселки. Двучастный рассказ // Новый мир. — 1999. — № 3.
- Всё равно : рассказ // Литературная газета. — 16 августа 1995.
- На изломах. Двучастный рассказ // Новый мир. — 1996. — № 6.
- Раковый корпус : повесть // Новый мир. — 1990. — № 6—8.
- Правая кисть : рассказ // Кн. обозрение. — 11 августа 1989.
- Адлиг Швенкиттен. Односуточная повесть // Новый мир. — 1999. — № 3—4.
- «Крохотки» // Новый мир. — 1997. — № 1, 3, 10; 1999. — № 7.
- «Протеревши глаза („Горе от ума“ глазами зэка)» (стихи и проза, 1999). [Предисл. авт.]. — М.: Наш дом–L'Age D'Homme, 1999. — 365 с.: портр., факс. ISBN 5891360136
  - «Люби революцию[фр.]» (автобиографическая [неоконч.] поэма–повесть (1948, 1958))
- Абрикосовое варенье, Молодняк, Настенька. Двучастные рассказы // Новый мир. — 1995. — № 10.
- Эго, На краях. Двучастные рассказы // Новый мир. — 1995. — № 5.

## Романы
- В круге первом («Шарашка»). YMCA-Press, Paris. — 1978.

// Новый мир. — 1990. — № 1—6.
- Красное колесо («Повествование в отмеренных сроках»)

- Действие первое. Революция …

- Узел I. Август Четырнадцатого

[тома XI—XII] // «Звезда». — 1990. — № 1—12 | «Роман-газета»: Нар. журн. — 1991. — № 23—24 … 1992. — № 1—3.
- Узел II. Октябрь Шестнадцатого

[XIII—XIV] // «Наш современник». — 1990. — № 1—12.
- Узел III. Март Семнадцатого

том XV // «Нева». — 1990. — № 1—6;
том XVI // «Нева». — 1991. — № 6—12;
том XVII // «Волга». — 1991. — № 4—6, 8—10, 12;
том XVIII // «Звезда». — 1991. — № 4—8. | тома XVII—XVIII (главы [391—603]): «Дружба народов». — 1990. — № 5—6.| а также авторские чтения глав из «Марта 17-го» по «Голосу Америки» (и Би-Би-Си) в (1985)1987—1988 годах
- Действие второе… Народоправство.

- Узел IV. Апрель Семнадцатого

[тома XIX—XX] // Новый мир. — 1992. — № 10—12. | «Звезда». — 1993. — № 3—6.
- V—XX Узлы. На обрыве повествования…

- Узлы (IV) V, VI, VII Народоправство (продолжение).
- Узлы VIII, IX, X, XI, XII Переворот.
- Узлы XIII, XIV, XV, XVI Наши против своих.
- Узлы XVII, XVIII, XIX, XX Заковка путей…

[тома (XIX)—XX] // «Звезда». — 1993. — № 8—9.| Узел VIII «Красного Колеса» (Октябрь 17-го — Ноябрь 17-го): «Литературная газета». — 18—24 июля, 2007.|| нумерация томов [XI, XII—XX] по: Солженицын А. И. Собрание сочинений. Вермонт — Париж: [YMCA-Press, Paris], 1978—1990 (1991). (собр. соч.: в 20 т.) , A. Solzhenitsyn, «The Break of Narration». The summary of never written chapters of «The Red Wheel»
- Дневник «Р-17» (летопись эпопеи) // отрывки: «Известия». — 2003.

## Историко-документальныеисследования
- Архипелаг ГУЛАГ (опыт художественного исследования) // Новый мир. — 1989. — № (7)8—11; Знание-сила. — 1989. — № 10; Даугава. — № 10—12. — 1989; Волга. — № 1—4; Литературный Киргизстан. — № 10. — 1990; Семья : журнал. — 22—28 янв. 1990. — № 4; Сов. Клайпеда. — 1989, окт. — дек., 1990, янв. — февр.
- Размышления о Февральской революции — Париж, 1980—1983.

// Российская газета. — 27.2.2007 (тираж 500 000 экз.).
- Двести лет вместе. В 2 т. — М.: Русский путь, 2001—2002. — ISBN 5-85887-110-0 (т. 1), ISBN 5-85887-151-8 (т. 2).
- Сквозь чад. — Париж, 1979
- Хроника одной полемики (…радио «Свобода», и кое о чём другом). // Литературный курьер (США). — 1985. — № 11. — С. 57—67; № 12. — С. 51—61.

## Воспоминания, эссе, публицистика
- Нобелевская лекция {Les prix Nobel en 1971. — авг. 1972; Nobelpreis-Rede über die Literatur 1970 / Übersetzung H. Dehio [предисл. ред. на нем. яз.]. — Kosel; Kempten: dtv, 1974. — 72 с. — Текст парал. рус., нем.; Новый мир. — 1989. — № 7 (№ 12 «Нового мира» за 1988 год раскидан)}
- Лауреатская лекция при вручении премии фонда Темплтона «За прогресс в развитии религии» за 1983 год // Вестник РХД. Нью-Йорк — Париж — Москва, 1983. — № 139; Новый мир. — 1992. — № 2.
- Ответное слово на присуждение литературной награды Американского национального клуба искусств («Игра на струнах пустоты». Нью-Йорк, янв. 1993) // Новый мир. — 1993. — № 4; The New York Times Book Review. — 7th Feb., 1993
- Слово при приёме в Гуверовском институте // Нева. — 1992. — № 9.
- Ответное слово (Измельчание Свободы) при получении «Премии дружбы» (премии «Американская медаль дружбы») Американского Фонда Свободы, 1 июня 1976 // Вестн. рус. христиан. движения. Нью–Йорк; Париж; М., 1976. № 118. С. 166—175.|

// Сев. край. Ярославль, 1995. 25 авг.: портр. (Покинуть Землю лучшим, чем пришел на нее…).
- Интервью А. Солженицына журналу «Тайм» (1984) // За рубежом. — 1989. — № 31.
- Солженицын А. И. По минуте в день. — М.: Аргументы и факты, 1995. — 176 с. — ISBN 5-85272-019-4 (составлена из 15-минутных телевизионных программ «Встречи с Солженицыным», которые транслировались с апреля по сентябрь 1995 года по каналу ОРТ; содержит также телевизионные интервью, общественные выступления (в Новосибирске, в Ростовском университете), речь в Государственной думе 28 октября 1994)
- Письмо Патриарху Пимену (1972) // Слово. — 1989. — № 11.
- Солженицын А. И. Письмо вождям Советского Союза. (1973) — Paris: YMCA-Press, 1974. — 52 с.
- Открытое письмо секретариату [правления] Союза писателей РСФСР (+ IV съезду писателей, 1967) // Монд. — 31 мая 1967.; Труд. — 4 апреля 1991.; Нева. — 1989. — № 1.
- Солженицын А. И. Бодался телёнок с дубом. Очерки литературной жизни. — Paris: YMCA-Press, 1975.

// Новый мир. — 1991. — № 5, 6—8, 11—12; Наш современник. 1989. — № 9; Новый мир. — 1992. — № 4.
- Угодило зёрнышко промеж двух жерновов (мемуарные «Очерки изгнания») // Новый мир, 1998—2003.
- «Литературная коллекция», цикл эссе (критические заметки — этюды о писателях) // Новый мир, 1997—2004.
- Из-под глыб : сб. ст. / М. Агурский, Е. Барабанов, В. Борисов, Ф. Корсаков, А. Солженицын, И. Шафаревич. — Paris: YMCA-Press, 1978. — 286 с. (Москва — Париж, 1974)
- Солженицын А. И. Публицистика : в 3 т. — Ярославль: Верх.-Волж. кн. изд-во, 1995—1997. — ISBN 5-7415-0459-0 (I), ISBN 5-7415-0462-0 (II), ISBN 5-7415-0478-7 (III).
- На возврате дыхания и сознания // Новый мир, 1991. — № 5.
- Раскаяние и самоограничение как категории национальной жизни // Звезда. — 1994. — № 6. (содержит также речи, интервью, слово при открытии памятника Вандейскому восстанию (Люк-сюр-Булонь (Вандея), 1993), а также письма советских граждан по поводу высылки А. И. Солженицына, и в рубрике «Взгляд со стороны» (о Солженицыне) публикации Ричарда Темпеста, Л. Сараскиной, Я. С. Лурье, Д. Травина, В. Грязневич, Н. Елисеева); а также — Новый мир. — 1991. — № 5; Слово. — 1989. — № 11.
- Образованщина // Новый мир. — 1991. — № 5.
- Наши плюралисты // Новый мир. — 1992. — № 4.
- Жить не по лжи! (эссе) // Рабочее слово (Киев). — 18 октября 1988.; Век XX и мир. — 1989. — № (2)3; Наш современник. — 1989. — № 9; Юность. — 1990. — № 5; Новое время. — 1991. — № 7; Российская газета. — 7 августа 2008.
- …Колеблет твой треножник: (апрель 1984) [О кн. А. Синявского (Абрама Терца) «Прогулки с Пушкиным» и поносительных статьях о Пушкине в редактируемом Синявским журнале «Синтаксис»] // Вестн. рус. христиан. движения. Париж; М.; Нью–Йорк, 1984. № 142.| [Примеч. ред.]

// Новый мир. — 1991. — № 5. С. 148—159.| а также Вопр. лит. 1990. № 10. С. 158—159.
- «Как нам обустроить Россию?»: Посильные соображения. // Комсомольская правда (№ 213–214 (19913–19914))  и Литературная газета (№ 38 (5312)). — 18 сентября, 1990.
- Чем грозит Америке плохое понимание России[фр.] {напечатана в 1980 в журнале Foreign Affairs.}
- Солженицын А. И. «Русский вопрос» к концу XX века. — М.: Голос, 1993. — 110 с.
- Россия в обвале — М.: Русский путь. 1998.
- Потёмщики света не ищут // Литературная газета и Комсомольская правда. — 22 октября 2003.

## Пьесы и киносценарии
- «1945 год», трилогия:
  - комедия «Пир победителей»,
  - трагедия «Пленники» («Декабристы»),
  - драма «Республика труда» («Олень и шалашовка»)
- «Свет, который в тебе» («Свеча на ветру») (как и другие пьесы, «Свечу» не удалось ни издать, ни поставить в СССР; однако была поставлена в театрах разных стран и экранизирована французским телевидением, — Солженицын А. И. Собрание сочинений. Вермонт — Париж, 1981. — Т. VIII. — С. 592 (собр. соч. в 20 т.))
- «Знают истину танки», киносценарий
- «Тунеядец» (сценарий кинокомедии) // пьесы и киносценарии [VIII]: Дружба народов, 1989. — № 11.| Пьесы. — М.: Центр «Новый мир»: Искусство, 1990. — 416 с.

## Литературно-языковые работы, словари
- «Не обычай дёгтем щи белить, на то сметана» — «Литературная газета», 19 октября — 4 ноября 1965 (Замечания о состоянии современной русской грамматики, вызванные непосредственно личным наблюдением за набором собрания сочинений)
- Телеинтервью на литературные темы с Н. А. Струве (Париж, III 1976) // Литературная газета. — 27 марта, 1991.
- Русский словарь языкового расширения {толковый словарь + «Некоторые грамматические соображения»}:

Русский словарь языкового расширения / Сост.: А. И. Солженицын. — М.: Наука, 1990. — 272 с. — 20 000 экз. — ISBN 5-02-011076-0.